# المفقع (حرض)

تعديل مصدري - تعديل

المفقع هي إحدى قرى عزلة الفج بمديرية حرض التابعة لمحافظة حجة، بلغ تعداد سكانها 121 نسمة حسب تعداد اليمن لعام 2004.